# Haute Cour von Jerusalem
Die Haute Cour (deutsch Hohes Gericht, Hoher Gerichtshof; englisch High Court) war der feudale Rat des Königreichs Jerusalem; sie wurde manchmal auch curia generalis, curia regis und seltener Parlament genannt.

## Zusammensetzung des Rates
Die Haute Cour entwickelte sich im 12. Jahrhundert, nach dem Ersten Kreuzzug, schrittweise, wie das Königreich selbst. Alle Vasallen des Königreichs Jerusalem hatten das Teilnahme- und Stimmrecht, tatsächlich aber nutzten es nur die reicheren Adligen. Einige nahmen regelmäßig teil und suchten, falls erforderlich, sich als vorsitzende Richter zu beteiligen. Dies führte zu einer Stufung in höheren (die direkten Vasallen des Königs) und niederen Adel (den indirekten Vasallen des Königs) mit unterschiedlichen Privilegien in Abhängigkeit vom Status. Jeder, der einen Meineid geleistet hatte oder einen Eid gebrochen hatte, verwirkte sein Rede- und Wahlrecht. Vier Stimmen, der König und drei Vasallen, reichten für die Beschlussfähigkeit aus.
Die Haute Cour konnte überall zusammentreten, je nach Bedarf, nicht nur in Jerusalem. Nach etwa 1120 gehörten ihr auch Bischöfe an, wurden neu ins Land gekommene Kreuzritter aufgenommen, das erste Mal am 24. Juni 1148 während der Zweiten Kreuzzugs, als die fatale Entscheidung fiel, Damaskus anzugreifen. Später wurden auch die Meister der Ritterorden aufgenommen. Während des 12. Jahrhunderts gab es auch eine kleinere Gruppe von königlichen Ratgebern, deren Teilnahme aber gegen Ende des Jahrhunderts außer Gebrauch kam.

## Pflichten derHaute Cour
Der Rat erhob Steuern bei den Einwohnern des Königreichs und stimmte über militärische Expeditionen ab. Ein formelles Votum für einen Krieg hätte alle Vasallen des Königreichs mobilisiert. Die Haute Cour war der einzige Gerichtshof für den Adel des Reiches, wurde bei Mord, Raub, Übergriffen, Vormundschaft, Schulden, Sklavenfragen, Kauf und Verkauf von Lehen und Pferden, Nichtantreten des Dienstes, Erbschaften und Verrat angerufen. Unter den Strafmaßnahmen waren Verlust des Grundbesitzes und Verbannung, in extremen Fällen der Tod. Es war möglich, der Strafe zu entkommen, indem man alle Richter zum Duell forderte und schlug – was unpraktisch war und niemals vorkam. Der Rat hatte auch das Münzrecht.
Die wichtigste Aufgabe aber war die Wahl des Königs oder seines Regenten sowie die Findung einer Entscheidung bei mehreren Prätendenten. Jede neue Regierung begann mit einer Ratsversammlung, um dem neuen König formell anzuerkennen und den Treueid abzulegen. Die Haute Cour beriet den König und entwickelte eigene Vorschläge, konnte in der Praxis mit dem König auch im Dissens sein und seine Wünsche überstimmen. Im Wesentlichen war der König im Rat nur ein Primus inter pares (Erster unter Gleichen), obwohl er als sein Oberhaupt anerkannt war (in seiner Abwesenheit hatte der Seneschall den Vorsitz).

## Fraktionen
Im Allgemeinen gab es im Rat zwei Fraktionen, eine sogenannte Hofpartei, die aus der königlichen Familie, dem Lateinischen Patriarchen und ihren Anhängern bestand, sowie die Adelspartei, bestehend aus dem höheren Adel und den Ritterorden. Auseinandersetzungen zwischen beiden Fraktionen waren häufig. Einen größeren Streit gab es zur Zeit der Regentschaft Melisendes für ihren Sohn Balduin III., als Melisende sich weigerte, die Regentschaft abzugeben, nachdem ihr Sohn erwachsen geworden war: Balduin erhielt die Unterstützung des Adels und wurde als König anerkannt. Ein zweiter Streit erhob sich während des Regentschaft von Raimund III. von Tripolis für Balduin V., als der Neuankömmling Guido von Lusignan von der Hofpartei gegenüber erfahreneren Adligen vorgezogen wurde – eine Entscheidung, die zu einer Verschärfung des Konflikts mit den Muslimen und 1187 zum Fall Jerusalems führte.

## DieAssise sur la ligece
Das wohl wichtigste Gesetz, das die Haute Cour verabschiedete, war Amalrichs I. „Gesetz über die Lehensloyalität“ – Assise sur la ligece. Das Gesetz verbot die illegale Beschlagnahme von Lehen und forderte alle Vasallen des Königs auf, sich gegen jedermann zu verbünden, der es doch tat – der Täter wurde enteignet oder verbannt. Das Gesetz machte auch alle Adligen zu direkten Vasallen des Königs und beseitigte die bisherige Unterscheidung zwischen höherem und niederem Adel. Diese Unterscheidung existierte in der Realität weiter, und obwohl der niedere Adel nun das gleiche Stimmrecht im Rat hatte, weigerte sich der Hochadel, sich von solchen richten zu lassen, die nicht ihrem Rang entsprachen. Umgekehrt war der Hochadel weiterhin in der Lage, die wenig mächtigen Herren selbst abzuurteilen. Nach der Assise gab es rund 600 Männer, die in der Haute Cour stimmberechtigt waren.

## DieHaute Courim 13. Jahrhundert
Es gab auch eine Cour des Bourgeois im Königreich, aber im 12. Jahrhundert scheinen beide Ratsversammlung nicht gemeinsam getagt zu haben. Dies änderte sich im 13. Jahrhundert, als die Hauptstadt des Königreichs nach Akko verlegt worden war, und die Führer der Handelskolonien in den Küstenstädten ebenfalls aufgenommen wurden, wenn auch ohne Stimmrecht. Zu dieser Zeit war die Zentralgewalt so sehr geschwächt, dass die mächtigeren Adligen oft eigene Räte hatten.
Kaiser Friedrich II. stemmte sich gegen die Autorität des Rats, als er während des Fünften Kreuzzugs in Akko war: der Rat war von 1232 bis 1244 zeitweise aufgelöst. An seine Stelle trat die Kommune von Akko, was darauf schließen lässt, dass die Assise gegen ihn war, obwohl seine Armee wesentlich stärker war als die Reste, die das Königreich noch aufbieten konnte. Die Kommune, anders als der Rat, umfasste auch die Bürger. In der Zwischenzeit hatte die Haute Cour des Königreichs Zypern im Wesentlichen die gleichen Strukturen übernommen.

## Bedeutung
Das meiste Wissen über den Rat haben wir durch Johann von Ibelins Beschreibung, die er in den 1260er Jahren verfasste. Seine Beschreibung ist eine idealisierte Erklärung der Gesetze und Verfahren, auf dem Gedanken basierend, dass Gottfried von Bouillon ihn persönlich geschaffen habe und dass er seitdem unverändert geblieben sei (im 13. Jahrhundert war Gottfried bereits eine legendäre Figur). Dies war jedoch nicht der Fall, obwohl der Rat sich wesentlich langsamer entwickelte als vergleichbare Räte in Europa. Anders als in Frankreich oder England bildete das Königreich keine zentralisierte Regierung aus – tatsächlich entwickelte es sich in die entgegengesetzte Richtung, verlor der König immer mehr Macht an die Barone. Der Rat konservierte den nordfranzösischen Feudalismus des Jahres 1100 und hatte – da das Land ständig im Krieg war, nicht groß genug war, so wenig Europäer in ihm lebten, und das Überleben der Herrschaft in Jerusalem keine Hundert Jahre dauerte – keine Möglichkeit, sich zu einem parlamentarischen System zu entwickeln.
Johann von Ibelins Beschreibung ist nützlich, wurde aber von späteren Historikern zu wörtlich genommen. Im 19. Jahrhundert wurde die Haute Cour für die reinste Vertretung des Feudalismus im gesamten Mittelalter gehalten, was man heute für eine zu einfache Sicht hält. Die Haute Cour war in gewisser Sicht ein typischer feudaler Rat, wurde aber an die spezifischen Umstände der Kreuzzüge und des Königreichs Jerusalem angepasst.